# Mont Turia
Mont Turia – szczyt w Alpach Graickich, części Alp Zachodnich. Leży we wschodniej Francji w regionie Owernia-Rodan-Alpy. Należy do masywu Vanoise. Sąsiaduje bezpośrednio z Mont Pourri. Szczyt można zdobyć ze schroniska Refuge du Mont Pourri (2374 m). Należy do Parku Narodowego Vanoise.
Pierwszego wejścia dokonali  W. Coolidge, B. Brevort i C. Amer 2 lipca 1874 r.